# Алликсаар, Артур
А́ртур А́лликсаар (эст. Artur Alliksaar, 15 апреля 1923, Тарту, Эстония — 12 августа 1966, Тарту, Эстонская ССР, СССР) — эстонский поэт.

## Биография
В 1931 году поступил в начальную школу, в 1937 году — в гимназию Хуго Треффнера, затем в течение короткого периода времени работал в 1942 году на железной дороге вместе с отцом и в том же году начал изучать право в Тартуском университете. В 1943—1944 годах служил добровольцем в рядах Эстонского легиона СС, воевал на Восточном фронте. После советизации Эстонии некоторое время провёл в партизанских отрядах «Лесных братьев».
Позже вернулся в Тарту и снова работал на железной дороге, был арестован в 1949 году за «злоупотребления», а в 1954 году к обвинениям добавили измену родине. В 1949—1957 годах находился в ссылке. Был в заключении в Нарве и Мордовии. В 1957 году был освобождён, но поселён в Вологодской области, так как возвращаться в Эстонию ему было запрещено. Он, однако, тайно вернулся в Тарту уже в 1958 году и работал на пивоварне, стройках и железной дороге, одновременно занимаясь поэзией. Ближе к концу жизни потерял дом в результате пожара и стал бездомным, живя в гаражах и сараях.
Похоронен на тартуском кладбище Паулусе.
Написал довольно много стихов, в основном верлибром, которые через много десятилетий были высоко оценены критикой, но при жизни было опубликовано лишь несколько из них. Написал также одну пьесу. Полное собрание его сочинений вышло в Эстонии в 1997 году.
Вошёл в составленный в 1999 году по результатам письменного и онлайн-голосования список 100 великих деятелей Эстонии XX века.

## Семья
- Отец — Роберт (Роман) Алликсаар
- Мать — Анна Розали Алликсаар
- Жена — Линда Элиза Алликсаар